# 히가시미야시타촌
히가시미야시타촌(東宮下村)은 사이타마현 기타아다치군에 설치되었던 촌이다. 현재의 사이타마시 미누마구에 해당한다.